# Sectoarele Budapestei
Sectoarele Budapestei sunt teritoriile administrative, și consiliile locale ale capitalei ungare Budapesta.

## Datele sectoarelor

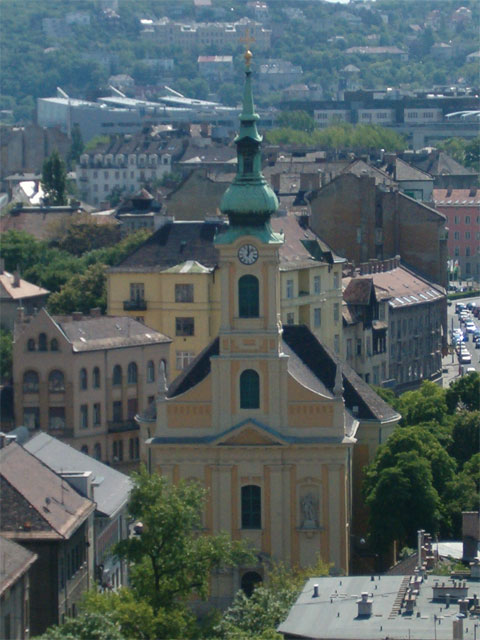
Biserica Krisztinaváros din cartierul Krisztinaváros în Sectorul al II-lea

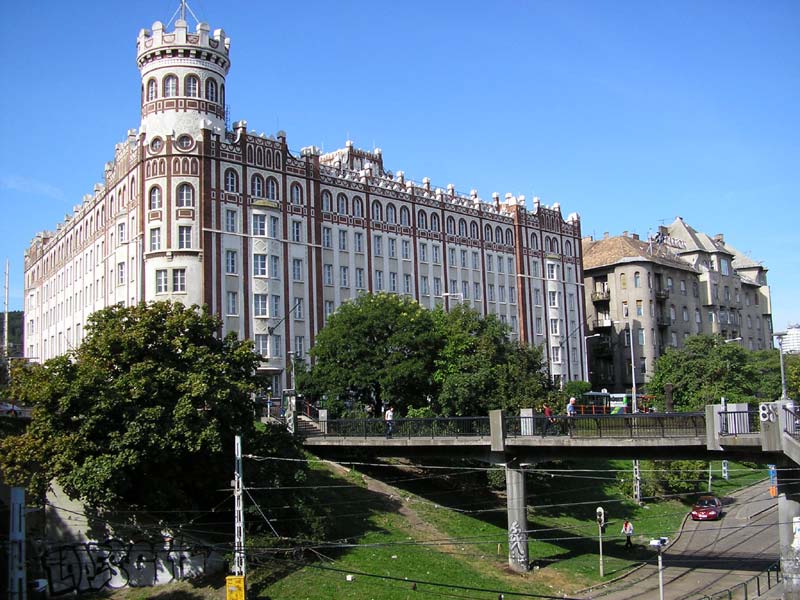
Piața Moszkva tér (Moscova) în Sectorul al II-lea.

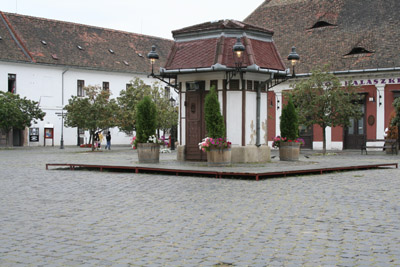
Főtér („Piața Centrală”) in Óbuda

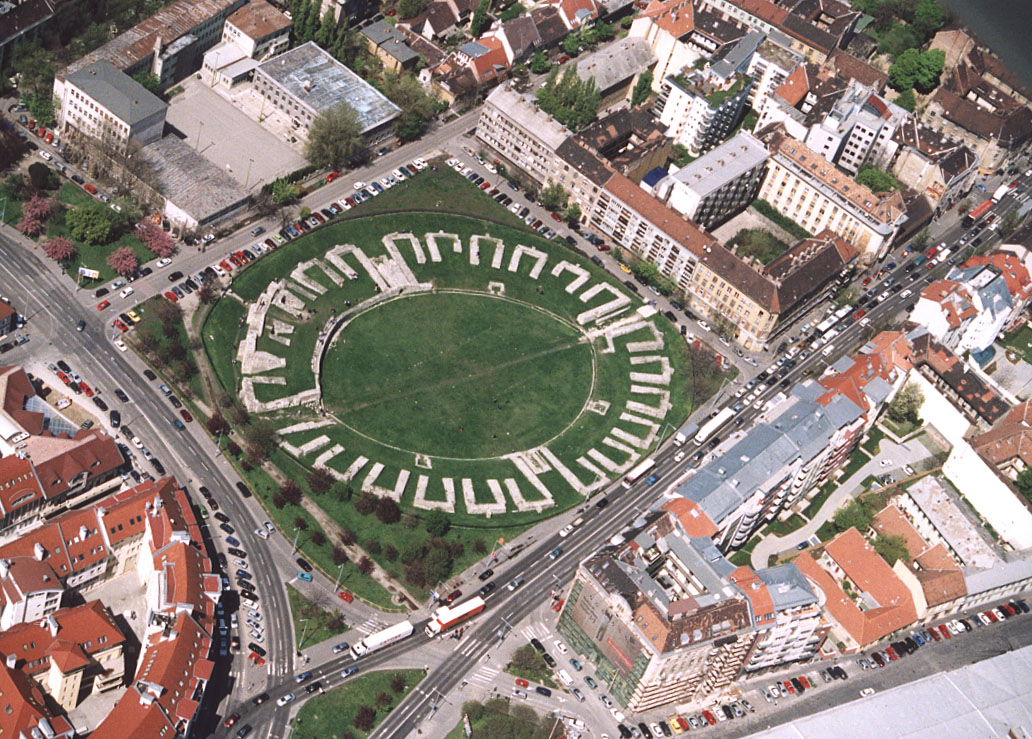
Ruinele amfiteatrului roman din Aquincum în Sectorul al III-lea.

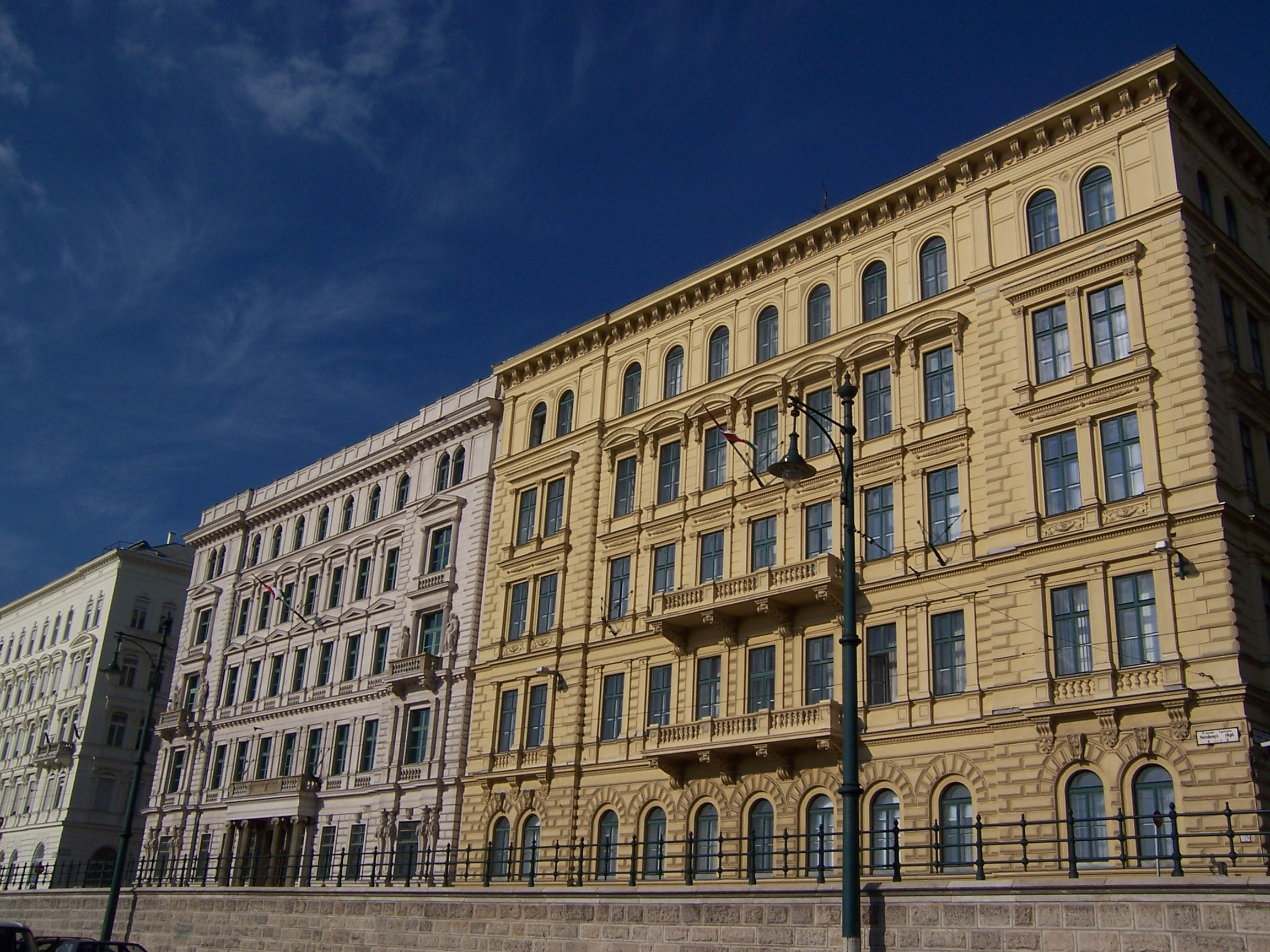
CheiulSzéchenyi rakpart în Sectorul al V-lea

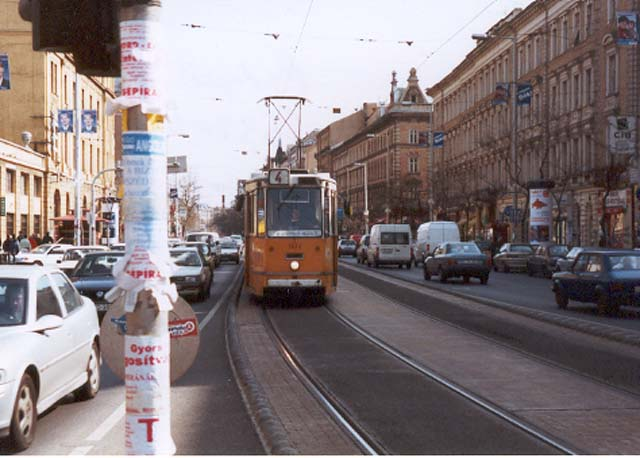
Un tranvai în Sectorul al VI-lea

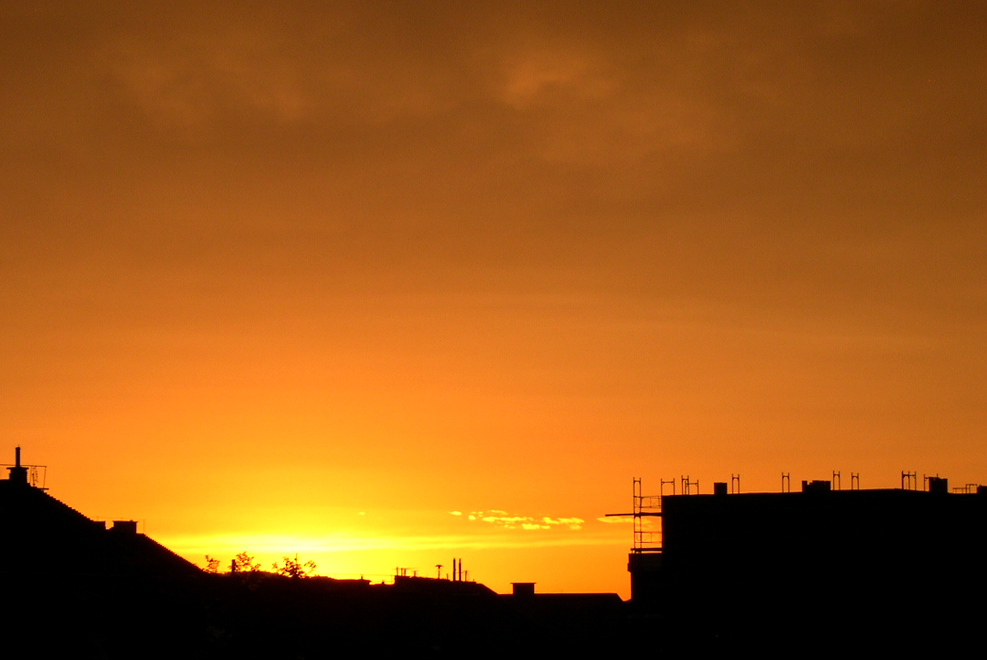
Apus de soare în Sectorul al VIII-lea

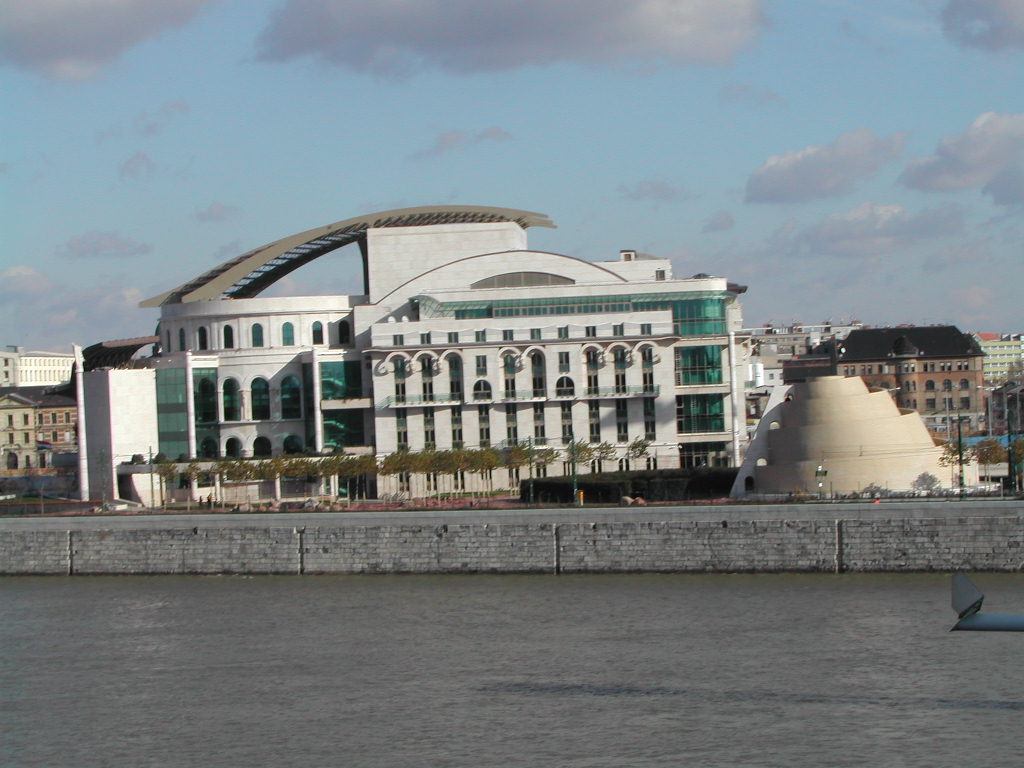
Noul Teatru Național în Sectorul al IX-lea

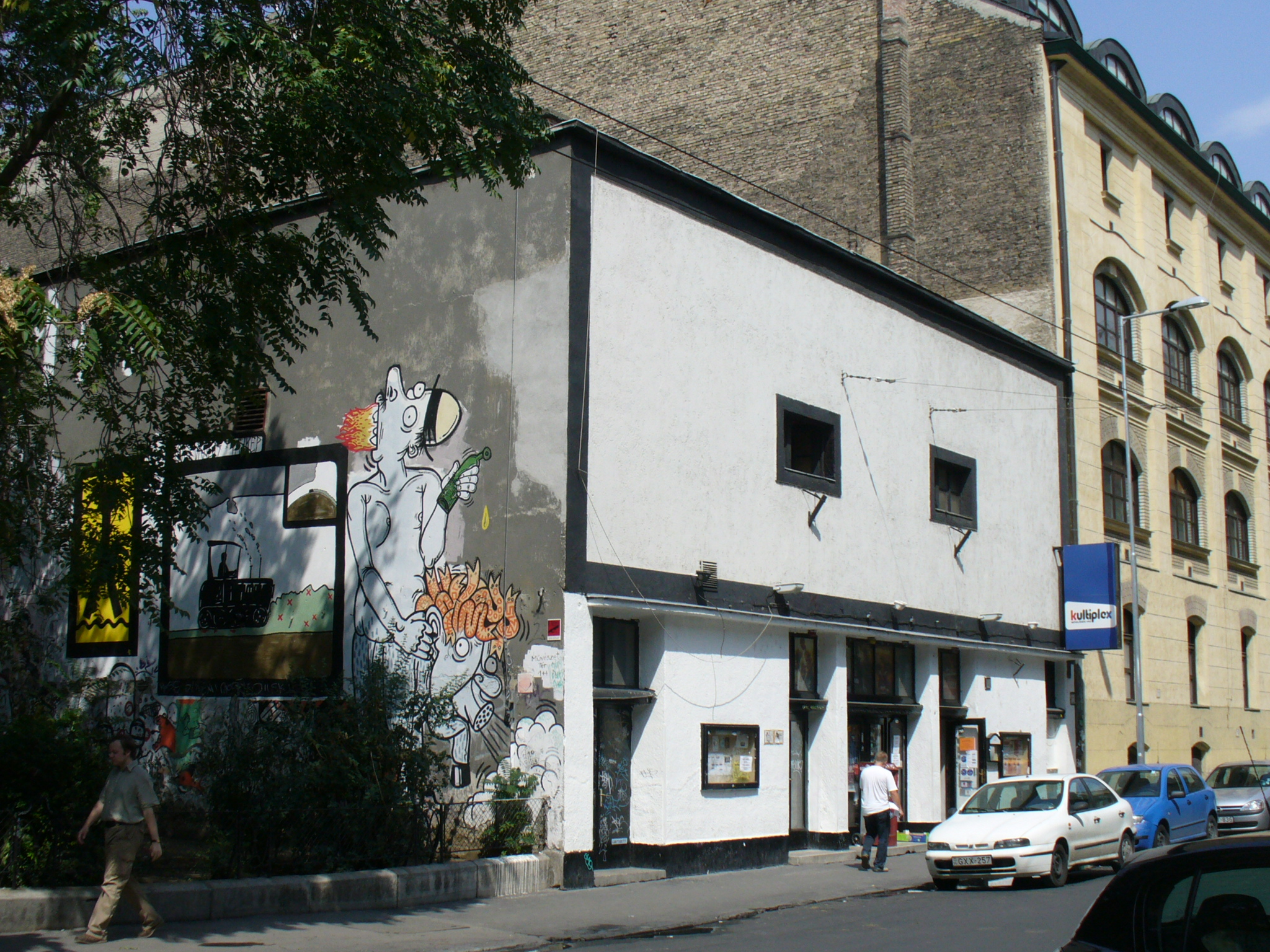
Centrul Kultiplex în Sectorul al IX-lea

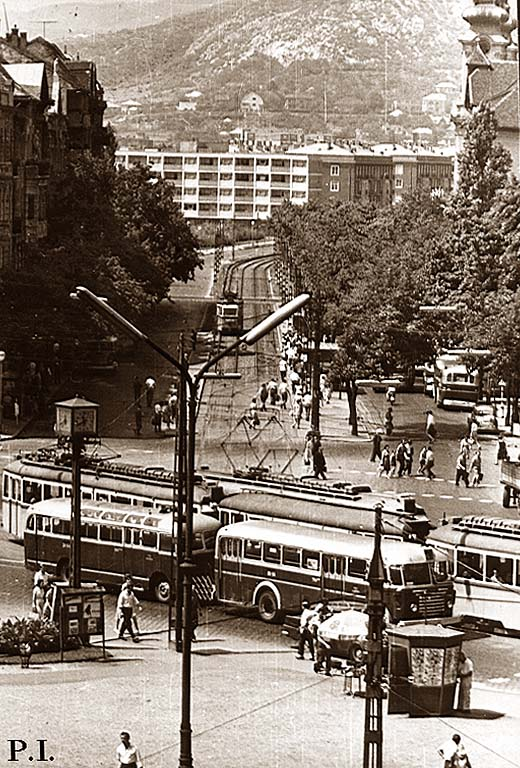
Piața Móricz Zsigmond körtér în Sectorul al IX-lea

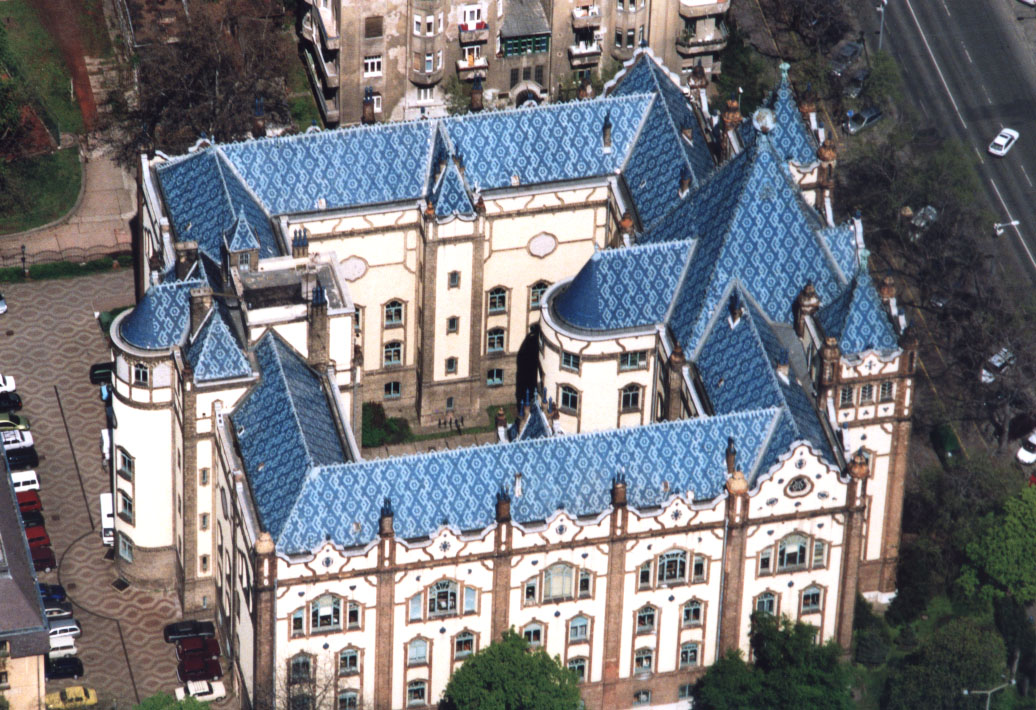
Institultul de Geologie în Sectorul al XIV-lea

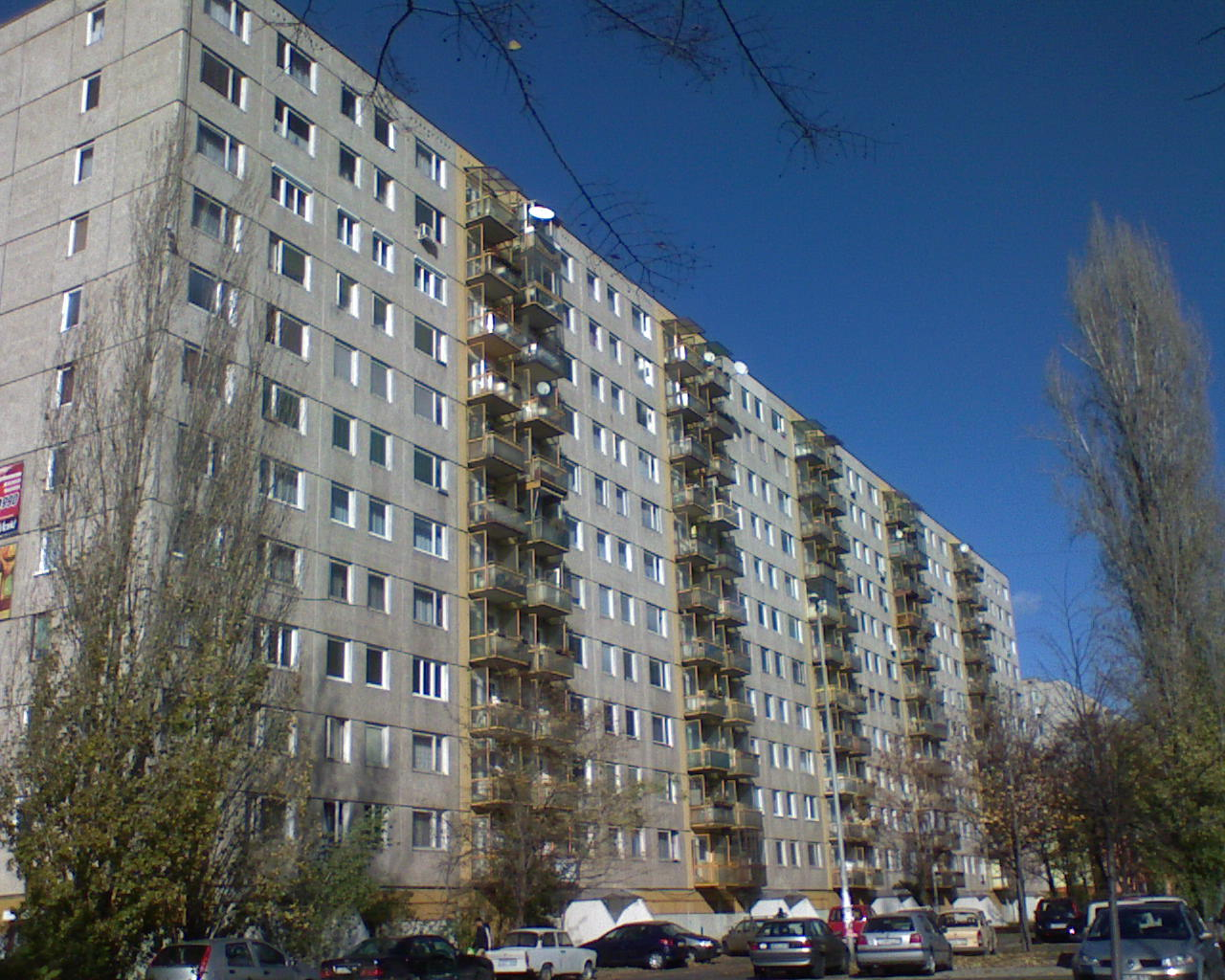
Blocuri în Sectorul al XIX-lea

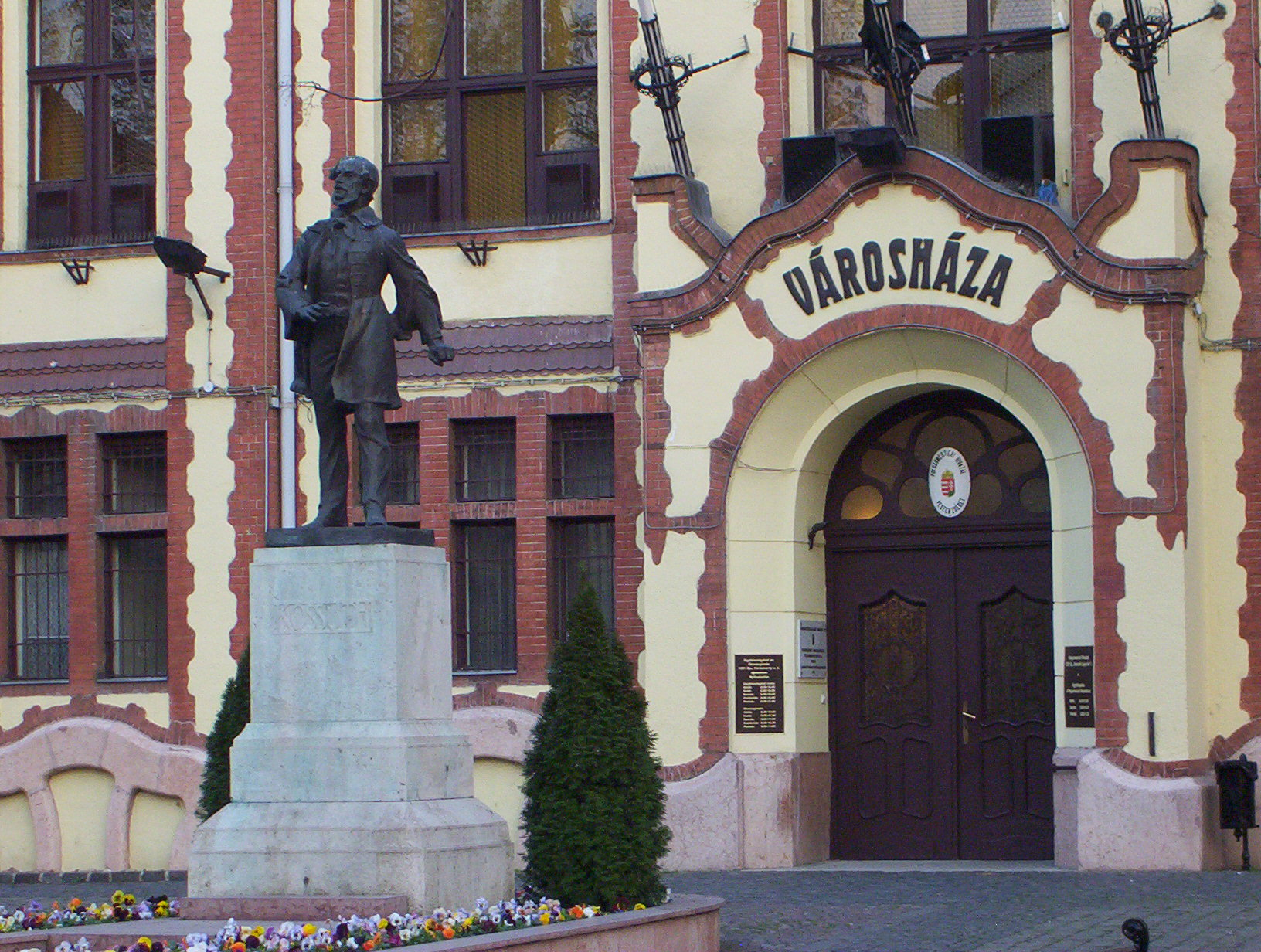
Primăria Sectorului al XX-lea

| Sector                        | Populație (1 ianuarie 2007) | Suprafață (km2) | Densitate (pers/km2) | Anul creării      |
| ----------------------------- | --------------------------- | --------------- | -------------------- | ----------------- |
| Alba Buda                     | 24 707                      | 3,41            | 7 245                | 17 noiembrie 1873 |
| Masăudik                      | 88 058                      | 36,34           | 2 423                | 17 noiembrie 1873 |
| Vechi Buda                    | 124 256                     | 39,70           | 3 130                | 17 noiembrie 1873 |
| Pesta Nou                     | 98 518                      | 18,82           | 5 235                | 1 ianuarie 1950   |
| Centrul Orasului              | 27 055                      | 2,59            | 10 446               | 17 noiembrie 1873 |
| Teresui                       | 41 839                      | 2,38            | 17 579               | 17 noiembrie 1873 |
| Arsabai                       | 62 001                      | 2,09            | 29 666               | 17 noiembrie 1873 |
| Iosif                         | 80 166                      | 6,85            | 11 703               | 17 noiembrie 1873 |
| Francisc                      | 59 992                      | 12,53           | 4 788                | 17 noiembrie 1873 |
| Baia Cău                      | 77 822                      | 32,49           | 2 395                | 17 noiembrie 1873 |
| Buda Nou                      | 136 557                     | 33,47           | 4 081                | 1 martie 1934x    |
| Munți                         | 56 461                      | 26,68           | 2 116                | 1 iulie 1940x     |
| Țăzenhărmadik                 | 109 935                     | 13,44           | 8 180                | 15 iunie 1938x    |
| Suglau                        | 116 879                     | 18,13           | 6 448                | 15 iunie 1935x    |
| Răcausplot-Pestaheli-Plot Nou | 81 061                      | 26,94           | 3 009                | 1 ianuarie 1950   |
| Țăzenhătodik                  | 68 400                      | 33,51           | 2 041                | 1 ianuarie 1950   |
| Răcaus                        | 77 586                      | 54,82           | 1 415                | 1 ianuarie 1950   |
| Laurinț                       | 93 120                      | 38,60           | 2 412                | 1 ianuarie 1950   |
| Pesta Mic                     | 61 223                      | 9,38            | 6 527                | 1 ianuarie 1950   |
| Arsabai Pesta                 | 63 161                      | 12,18           | 5 186                | 1 ianuarie 1950   |
| Căipal                        | 76 342                      | 25,75           | 2 965                | 1 ianuarie 1950   |
| Foc-Țetein                    | 50 449                      | 34,25           | 1 473                | 1 ianuarie 1950   |
| Sărăuksar                     | 20 502                      | 40,77           | 503                  | 11 decembrie 1994 |
| Total                         | 1 696 128                   | 525,12          | 3 230                | —                 |

x: Au fost create de legea XVIII. din 1930, dar de facto au început activitatea ca sector la data respectivă.

## Istoria sectoarelor

### Între anii 1873 și 1930
Din unificarea celor trei orașe a fost divizat în 10 sectoare:
a) pe malul drept al Dunării (Buda és Óbuda): Sectorul I (Vár /=cetate/, Tabán și Krisztinaváros), Sectorul II (Országút és Víziváros) și Sectorul III (Újlak și Ó-Buda);
b) pe malul stâng al Dunării (Pest): Sectorul IV (Belváros), Sectorul V (Lipótváros), Sectorul VI (Terézváros), Sectorul VII (Erzsébetváros), Sectorul VIII (Józsefváros), Sectorul IX (Ferencváros) și Sectorul X (Kőbánya).

### După 1930
În mai 1930, prin adoptarea hotărârii cu caracter de lege nr. XVIII, Consiliului Local al Primăriei Generale Budapesta, a modificat substanțial împărțirea teritorial administrativă a capitalei. Au fost formate patru noi sectoare, cu numerotarea de la XI la XIV. Dar aceste sectoare s-au format de facto în cursul următorilor 10 ani. Pe lângă acestea au mai fost anexate teritoriului capitalei, zona portului fluvial de stat de la Csepel și regiunea împădurită, deținut ca extravilan până la acea dată, de orașului Budakeszi.
Sectoarele XI și XII au fost înființate pe malul drept a Dunării, incluzând partea Buda a capitalei, prin divizarea vechiuluiSector I în trei părți. Aceste sectoare în realitate au început să funcțione la 1 martie 1934 (sectorul XI), respectiv 1 iulie 1940 (sectorul XI).
Sectoarele XIII și XIV  au fost create pe partea stângă a Dunării, partea Pest a capitalei, în felul următor: au fost luate terenurile extravilane ale sectoarelor V, VI, VII și X limatat fiind de străzile  Dráva – Aréna (azi Dózsa György) – Kerepesi - hotarul de atunci a capitalei (calea ferată de Nord) – Dunăre. Această zonă a fost împărțită pe linia căii ferate de Vác. Partea dinspre Vest a devenit sectorul XIII (funționabil din 15 iunie 1938), partea dinspre Est a devenit sectorul XIV (funționabil din 15 iunie 1935).
Zona portului fluvial de stat Csepel a devenit parte componentă sectorului IX, iar pădurea Budakeszi a devenit parte a sectorului XII nou înființat.
În urma reorganizării, structura anterioară a sectoarelor s-a modificat, în centru era micuțul sector IV, iar în jurul lui în formă de semicerc, sectoarele micșorate (în afara sectorului VIII) prin urma creării noilor sectoare. Zona centrală a orașului (Belváros) a fost înconjurate de sectoarele I, V, VI și VII, care au devenit mici ca teritoriu, dar acest lucru era contracarat de faptul, că aveau o poulație destul de mare, neputând luate ca "Sectoarele Mici" a Budapestei.
ări

### După 1950
La 1 ianuarie 1950 au fost anectate Budapestei din comitatul Pest-Pilis-Solt-Kiskun șapte orașe cu drept de comitat: (Budafok, Csepel, Kispest, Pestszenterzsébet, Pestszentlőrinc, Rákospalota și Újpest) și șaisprezece comune mari (Albertfalva, Békásmegyer, Budatétény, Cinkota, Mátyásföld, Nagytétény, Pesthidegkút, Pestszentimre, Pestújhely, Rákoscsaba, Rákoshegy, Rákoskeresztúr, Rákosliget, Rákosszentmihály, Sashalom și Soroksár). Au mai fost anectate părțile altor 3 localități, după cum urmează:  Szabadságtelep de la Csömör, Adyliget de la Nagykovácsi și   aeroportul Ferihegy cu zonele aferente de la Vecsés.
În acest fel s-a format Budapesta-Mare cu 22 de sectoare. Din sectoarele (14) a fost desființat unul (sectorul IV), iar celelate sectoare au suferit mai mici sau mai mari modificări de hotare. Din cele 23 localități unificate cu capitală trei, din cele 3 pârți de localitate unul a fost anectat vreunui sector deja existent (Albertfalva – la sectorul XI, Békásmegyer – la sectorul III, Pesthidegkút – la sectorul II, Adyliget – la sectorul II). Din restul de 20 de localități și 2 părți de localitate s-au format nouă noi sectoare. Sectorul așezat la cel mai nordic punct al capitalei a primit numărul IV, aici situânu-se până atunci orașul cu drept de comitat Újpest. Restul sectoarelor a fost numerotat în ordine de la  VV până la XXII. Teritoriul acestora s-a format în felul următor (aproape la fiecare hotarele sectoarelor diferă mai mult sau mai puțin de hotarele fostelor așezări):
- Sectorul IV: Újpest - oraș cu drept de comitat (o.d.c.)
- Sectorul XV: Rákospalota (o.d.c.) și Pestújhely comună mare (c.m.)
- Sectorul XVI: Cinkota, Mátyásföld, Rákosszentmihály și Sashalom (toate c.m.), și Szabadságtelep până atunci partea localității Csömör
- Sectorul XVII: Rákoscsaba, Rákoshegy, Rákoskeresztúr și Rákosliget (toate c.m.)
- Sectorul XVIII: Pestszentlőrinc (o.d.c.), Pestszentimre (c.m.), și aeroportul Ferihegyi și zona lui până atunci partea localității Vecsés
- Sectorul XIX: Kispest (o.d.c.)
- Sectorul XX: Pesterzsébet (o.d.c.) și Soroksár (c.m.)
- Sectorul XXI: Csepel (o.d.c.)
- Sectorul XXII: Budafok (o.d.c.), Budatétény și Nagytétény (ambii c.m.)

Ultima schimbare s-a efectuat în anul 1994, când s-a format Sectorul al XXIII-lea din Budapesta pe teritoriul fostei comune Soroksár, cu desprinderea acestei teritorii din sectorul XX.

## Detalierea sectoarelor
După numerotarea sectoarelor apare cu litere groase denumirea oficială a sectorului (dacă are), iar după aceasta apar denumirile cartierelor aprobate de Primăria Generală a Capitalei Budapesta. Sectoarele din Buda au fundal roz, cele din Pesta fundal albastru. Cu findal galben apare partea de Nord a insulei Csepel, care face farte din capitală.
| Sector       | Cartiere |
| Sector I     | Várkerület – cartiere: Gellérthegy (numai o parte ), Krisztinaváros (numai o parte ), Tabán (numai o parte ), Vár (Budapest), Víziváros (numai o parte ) |
| Sector II    | cartiere: Adyliget, Budakeszierdő (numai o parte ), Budaliget, Csatárka, Erzsébetliget, Erzsébettelek, Felhévíz, Gercse, Hársakalja, Hárshegy, Hűvösvölgy, Kővár, Kurucles, Lipótmező, Máriaremete, Nyék, Országút, Pálvölgy, Pasarét, Pesthidegkút-Ófalu, Petneházyrét, Remetekertváros, Rézmál, Rózsadomb, Szemlőhegy, Széphalom, Szépilona, Szépvölgy, Törökvész, Újlak (numai o parte ), Vérhalom, Víziváros (numai o parte ), Zöldmál |
| Sector III   | Óbuda-Békásmegyer – cartiere: Aquincum, Aranyhegy, Békásmegyer, Csillaghegy, Csúcshegy, Filatorigát, Hármashatárhegy, Kaszásdűlő, Mátyáshegy, Mocsárosdűlő, Óbuda, Óbudaisziget, Remetehegy, Rómaifürdő, Solymárvölgy, Táborhegy, Testvérhegy, Törökkő, Újlak (numai o parte ), Ürömhegy |
| Sector IV    | Újpest – cartiere: Istvántelek, Káposztásmegyer, Megyer, Népsziget (numai o parte ), Székesdűlő, Újpest |
| Sector V     | Belváros-Lipótváros – cartiere: Belváros, Lipótváros |
| Sector VI    | Terézváros – cartiere: Terézváros |
| Sector VII   | Erzsébetváros – cartiere: Erzsébetváros, Istvánmező (numai o parte ) |
| Sector VIII  | Józsefváros – cartiere: Istvánmező (numai o parte ), Józsefváros, Kerepesdűlő, Tisztviselőtelep |
| Sector IX    | Ferencváros – cartiere: Ferencváros, Gubacsidűlő, József Attila-lakótelep |
| Sector X     | Kőbánya – cartiere: Felsőrákos, Gyárdűlő, Keresztúridűlő, Kőbánya-Kertváros, Kúttó, Laposdűlő, Ligettelek, Népliget, Óhegy, Téglagyárdűlő, Újhegy |
| Sector XI    | Újbuda – cartiere: Albertfalva, Dobogó, Gazdagrét, Gellérthegy (numai o parte ), Hosszúrét, Kamaraerdő, Kelenföld, Kelenvölgy, Kőérberek, Lágymányos, Madárhegy, Őrmező, Örsöd, Péterhegy, Pösingermajor, Sasad, Sashegy (numai o parte ), Spanyolrét, Szentimreváros, Tabán (numai o parte ) |
| Sector XII   | Hegyvidék – cartiere: Budakeszierdő (numai o parte ), Csillebérc, Farkasrét, Farkasvölgy, Istenhegy, Jánoshegy, Kissvábhegy, Krisztinaváros (numai o parte ), Kútvölgy, Magasút, Mártonhegy, Németvölgy, Orbánhegy, Sashegy (numai o parte ), Svábhegy, Széchenyihegy, Virányos, Zugliget |
| Sector XIII  | Angyalföld, Margitsziget, Népsziget (numai o parte ), Újlipótváros, Vizafogó |
| Sector XIV   | Zugló – cartiere: Alsórákos, Herminamező, Istvánmező, Kiszugló, Nagyzugló, Rákosfalva, Törökőr, Városliget |
| Sector XV    | cartiere: Pestújhely, Rákospalota, Újpalota |
| Sector XVI   | cartiere: Árpádföld, Cinkota, Mátyásföld, Rákosszentmihály, Sashalom |
| Sector XVII  | Rákosmente – cartiere: Akadémiaújtelep, Madárdomb, Rákoscsaba, Rákoscsaba-Újtelep, Rákoshegy, Rákoskeresztúr, Rákoskert, Rákosliget, Régiakadémiatelep |
| Sector XVIII | Pestszentlőrinc-Pestszentimre – cartiere: Alacskai úti lakótelep, Almáskert, Bélatelep, Belsőmajor, Bókaytelep, Erdőskert, Erzsébettelep, Ferihegy, Ganzkertváros, Ganztelep, Gloriett-telep, Halmierdő, Havanna-telep, Kossuth Ferenc-telep, Lakatostelep, Liptáktelep, Lónyaytelep, Miklóstelep, Rendessytelep, Szemeretelep, Szent Imre-kertváros, Szent Lőrinc-telep, Újpéteritelep                                                    |
| Sector XIX   | Kispest – cartiere: Kispest, Wekerletelep |
| Sector XX    | Pesterzsébet – cartiere: Gubacsipuszta, Kossuthfalva, Pacsirtatelep, Pesterzsébet, Pesterzsébet-Szabótelep |
| Sector XXI   | Csepel – cartiere: Csepel-Belváros, Csepel-Kertváros, Csepel-Ófalu, Csepel-Rózsadomb, Csepel-Szabótelep, Csillagtelep, Erdőalja, Erdősor, Gyártelep, Háros, Királyerdő, Királymajor, Szigetcsúcs |
| Sector XXII  | Budafok-Tétény – cartiere: Baross Gábor-telep, Budafok, Budatétény, Nagytétény |
| Sector XXIII | Soroksár – cartiere: Millenniumtelep, Soroksár, Soroksár-Újtelep |

## Orașe/cartiere înfrățite
Sectorul I (Budavár)
| - Innere Stadt, Viena, Austria - Praga sector 1, Republica Cehă - Marlow, Anglia - Regensburg, Germania - Capestrano, Italia | - Odorheiu Secuiesc, România - Senta, Serbia - Orașul Vechi, Bratislava, Slovacia - Lendava, Slovenia - Carouge, Elveția |

Sectorul II
- Mosbach, Germania
- Finike, Turcia

Sectorul III (Óbuda-Békásmegyer)
| - Billigheim, Germania - Udine, Italia - Amstelveen, Țările de Jos | - Varșovia - Bemowo district, Polonia - Miercurea-Ciuc, România - Košice - sectorul Stare Mesto (Orașul Vechi), Slovacia |

Sectorul IV (Újpest)
- Marzahn-Hellersdorf, Berlin, Germania
- Chalcis, Grecia
- Tyresö, Suedia

Sectorul V (Belváros)
| - Praga sector 2, Republica Cehă - Charlottenburg, Berlin, Germania - Mondragone, Italia - Stare Miasto, Kraków, Polonia - Rimetea, România | - Gheorgheni, România - Bačka Topola, Serbia - Rožňava, Slovacia - Rakhiv, Ucraina |

Sectorul VII (Erzsébetváros)
- Sveti Vlas, Bulgaria
- Požega, Croația
- Nevers, Franța
- Stavroupoli, Thessaloniki, Grecia
- Siedlce, Polonia

Sectorul VIII (Józsefváros)
- Josefstadt, Viena, Austria
- Cartierul Iosefin, Timișoara, România

Sectorul IX (Ferencváros)
- Sfântu Gheorghe, România
- Kanjiža, Serbia
- Kráľovský Chlmec, Slovacia

Sectorul X (Kőbánya)
- Vinkovci, Croația
- Wolverhampton, Anglia

Sectorul XI (Újbuda)
- Bad Cannstatt, Stuttgart, Germania
- Cortona, Italia

Sectorul XII (Hegyvidék)
- Watermael-Boitsfort, Belgia
- Odorheiu Secuiesc, România

Sectorul XIII
- Floridsdorf, Viena, Austria
- Osijek, Croația
- Ochota, Varșovia, Polonia
- Sovata, România
- Košice sectorIV, Slovacia

Sectorul XIV (Zugló)
- Miercurea-Ciuc, România (Oraș înfrățit cu Autoguvernarea Armenilor din Zugló)
- Racoș, România

Sectorul XV
| - Liesing, Viena, Austria - Obervellach, Austria - Donji Kraljevec, Croația - Marzahn-Hellersdorf, Berlin, Germania | - Mosonmagyaróvár, Ungaria - Tótszentmárton, Ungaria - Toplița, România - Nad jazerom, Košice, Slovacia |

Sectorul XVI
- Târgu Mureș, România
- Waltershausen, Germania
- Novi Vinodolski, Croația
- Canistro, Italia
- Kraków, Polonia
- Biskupice, Slovacia

Sectorul XVII (Rákosmente)
- Lovran, Croația
- Gheorgheni, România

Sectorul XVIII (Pestszentlőrinc-Pestszentimre)
| - Artashat, Armenia - Nesebar, Bulgaria - Obzor, Bulgaria - Nin, Croația | - Roding, Germania - San Nicola la Strada, Italia - Dabrowa Tarnowska, Polonia - Băile Tușnad, România |

Sectorul XIX (Kispest)
- Smolyan, Bulgaria
- Vrbovec, Croația
- Sombor, Serbia

Sectorul XX (Pesterzsébet)
- Frankfurt-Nord-Ost, Germania
- Olgiate Comasco, Italia
- Belin, România
- Cristuru Secuiesc, România

Sectorul XXI (Csepel)
- Rijeka, Croația
- Juankoski, Finlanda
- Neuenburg am Rhein, Germania
- Salonta, România

Sectorul XXII (Budafok-Tétény)
| - Donaustadt, Viena, Austria - Varna, Bulgaria - Bonn (district urban), Germania | - Białołęka, Varșovia, Polonia - Baraolt, România - Kristianstad, Suedia |

Sectorul XXIII (Soroksár)
- Tvardica, Bulgaria
- Odorheiu Secuiesc, România
- Nürtingen, Germania

## Codurile poștale
Codurile poștale a Budapestei sunt formate pe baza administrării teritoriale ale orașului (ca și restul țării).
- Exemplu: codul poștal 1213 înseamnă că adresa respectivă,

```
                
1
 = se află la Budapesta,  
                 
21
 = în sectorul XXI,  
                   
3
 pe raza oficiului postal cu numărul 3.
```